# 2018年新几内亚岛地震
2018年新几内亚岛地震是2018年2月25日17时44分44秒发生于巴布亚新几内亚的地震。其地震规模为Mw 7.5级、Ms 7.5级，震源深度约35.0千米，最大烈度为9（IX）度。目前，本次地震已造成160人遇难，另有37人在随后其中三次余震中遇难。

## 构造背景
巴布亚新几内亚处于环太平洋地震带。由于太平洋板块与印度澳大利亚板块间的碰撞，该国成为一个非常的地震危险区，近年来多次发生6级以上地震，其中自1900年以来已经发生了100多次7级以上的地震。

## 机构反应
美国地质勘探局测定，本次地震发生于2018年2月25日17时44分44秒，震中位于巴布亚新几内亚波尔盖拉西南92公里处，地震规模为Mw 7.5级、Ms 7.1级，震源深度约35.0千米，最大烈度为9（IX）度。在DYFI页面中，根据所收到的报告计算出的最大烈度为9度。中国地震台网测定，本次地震发生于2018年2月25日17时44分42秒，地震规模为Ms 7.5级，Mw 7.5级，震源深度约20千米，并初步推断本次地震以逆冲型为主。
日本气象厅于地震发生约半小时后发布远地地震关联信息，测定本次地震规模为Mj 7.6级。气象厅经过CMT解析确定，本次地震震中位于南纬6度08.9分，东经142度45.9分，震源深度35千米，规模为Mw 7.4级。另外，气象厅经过W-phase解析，得出本次地震规模为Mw 7.5级，震源深度26千米。
太平洋海啸预警中心未就此次地震发布海啸预警。

## 影响
地震发生后，巴布亚新几内亚赫拉省及南高地省受到影响，两省通信网络已被切断。本次地震共造成160人遇难，約500人受伤。当地行政官员的报告显示财产损失严重。震灾地区学校已经停课，多家油气公司已通报暂时关闭生产运营设施。巴布亚新几内亚国家灾难中心的发言人表示，由于受地震影响的地区都很偏僻，当局需要等到通讯恢复之后，才能评估损坏的程度。目前至少有一家企业开始撤离非必要人员。对于本次地震的影响，当地居民表示，“以为世界末日到来了”。国际红十字会与红新月会联合会的负责人称，根据国家灾难中心和灾害管理团队2日公布的报告，大约有14.3万人受到本次地震影响，还有1.7万人无家可归。受到地震影响，新奥股份于3月5日晚间发布公告，其位于巴布亚新几内亚开展的液化天然气项目需要大约8周的时间完成设施维修和恢复生产。
美国地质调查局警告称，一些伤亡和经济损失是可能的，受本次地震影响，震中附近地区很容易发生山体滑坡。随后，当地居民证实了发生了山体滑坡情况，当地居民种植的甘薯、居住的房子和饲养的猪都被卷走。

## 余震
2018年3月6日14时13分08秒左右，巴布亚新几内亚发生MW 6.7级余震。震中位于该国中部的波尔盖拉西南约112公里处，震源深度约22.9千米，最大烈度为7（VII）度。本次余震共造成18人遇难。

## 救灾
澳大利亚政府已派遣团队前往灾区。巴布亚新几内亚总理府也已确认中华人民共和国政府已派遣团队前往灾区，与当地政府共同评估地震影响。巴布亚新几内亚国防军也已赶往灾区协助有关工作，国际红十字会等慈善机构也已准备向当地提供援助。